# روجر كفانلي
روجر كفانلي هو لاعب كرة يد نرويجي. مثل منتخب النرويج لكرة اليد. بدأ تمثيل المنتخب في سنة 2000 ولعب معه 20 مباراة حتى سنة 2001. نافس في بطولة العالم لكرة اليد للرجال 2001.